# مردة شور بشت تنغ (مقاطعة دلفان)
مردة شور بشت تنغ (بالفارسية: مرده شور پشت تنگ) هي قرية تقع في قسم كاكاوند الشرقي الريفي (مقاطعة دلفان) في إيران. يقدر عدد سكانها بـ 62 نسمة بحسب إحصاء 2016.